# Dishwalla
Dishwalla é uma banda estadunidense de rock alternativo formada em Santa Barbara, Califórnia.

## Discografia
EP
| 2001 | Gems                |
| 2003 | Santa Claus Lane    |
| 2004 | Santa Claus Lane II |
| 2004 | Southeast Asia 2004 |

Álbuns
| Ano  | Álbum                                    | Gravadora      |
| 1995 | Pet Your Friends                         | A&M Records    |
| 1998 | And You Think You Know What Life's About | A&M Records    |
| 2002 | Opaline                                  | Immergent      |
| 2003 | Live... Greetings From The Flow State    | Immergent      |
| 2005 | Dishwalla                                | Orphanage      |
| 2017 | Juniper Road                             | Pavement Music |

## História
Em 1994, a banda gravou "Take Some Time" no álbum tributo  If I Were a Carpenter com versões cover de músicas de The Carpenters.
Em 1996, o single "Counting Blue Cars", do álbum Pet Your Friends subiu nas paradas e foi muitas vezes tocada na rádio, trazendo a banda uma partida curta das principais escala de sucesso . A faixa que lhe valeu um Prêmio Billboard para "Melhor Canção de Rock" de 1996, assim como dois prêmios ASCAP para "Track Rock Of The Year" em 1996 e 1997. Seu álbum de 1998 follow-up, And You Think You Know What Life's About, não conseguiu manter o nível de popularidade alcançado por "Counting Blue Cars".
Dishwalla, desde então, fez um punhado de outros empreendimentos sob os holofotes. Em 1995 a canção "Counting Blue Cars" foi destaque no filme Empire Records . "The Pretty Babies" é sobre o  Blast from the Past trilha sonora. Em 1998 caiu a canção "Truth Serum" em Os Vingadores ; em 1999, a canção "Stay Awake" foi apresentada no filme Stir of Echoes e a canção "Find Your Way Back Home" foi apresentada no filme  American Pie . Em 2002 a canção "Home" foi no filme The Banger Sisters e  The WB da série Charmed, Dishwalla destacou-se como convidados musicais em  um episódio. Outros programas de TV que usaram suas canções incluem  Smallville ,The OC , e NCIS . A banda passou a lançar mais dois álbuns de estúdio, Opaline e o auto-intitulado  Dishwalla , bem como um álbum ao vivo,Live... Greetings From The Flow State.
Em 2006, a banda decidiu fazer uma pausa de gravação, e voltou para turnê em 2008 com uma formação modificada de Scot Alexander, Cravens Rodney, Wood e Jim baterista original George Pendergast. A programação apresentado amigo de longa data, Justin Fox, vocalista da banda de Santa Barbara Tripdavon, como um "vocalista convidado especial". [J.R. Richards]] gravou um álbum solo intitulado A Beautiful End que foi lançada em 12 de maio de 2009.

Em 15 de março de 2009, Dishwalla foi convidada para tocar um concerto beneficente para "Tea Fire" vítimas, Lance e Carla Hoffman, que foram queimados em incêndios que atingiram Santa Barbara em novembro de 2008. O evento foi um enorme sucesso por colocar em esforços coordenados com Santa Barbara City Fire, Santa Barbara County Fire, Montecito Fire, Carpentaria/ Corpos de bombeiros de Summerland.
Após decidirem fazer uma pausa em 2005, a banda se reformou e começou a turnê em 2008 com uma formação modificada composta pelo baixista original Scot Alexander, o guitarrista Rodney Cravens, o tecladista Jim Wood e o baterista George Pendergast. A formação contou com um amigo de longa data, Justin Fox, vocalista da banda de Santa Barbara, Tripdavon , como um "Vocalista Convidado Especial".
Em 15 de março de 2009, Dishwalla foi convidada para tocar um concerto beneficente para as vítimas de Tea Fire Lance e Carla Hoffman, que foram gravemente queimadas em incêndios que atingiram Santa Barbara em novembro de 2008. O evento de enorme sucesso foi realizado por esforços coordenados com Santa Barbara. Incêndios na Cidade, Incêndio no Condado de Santa Bárbara, Incêndio em Montecito e Incêndio em Carpinteria / Summerland.
Em setembro de 2012, a banda anunciou em sua página oficial no Facebook um concerto beneficente em 13 de outubro para arrecadar dinheiro para a "Rockshop Academy" de George Pendergast, seu programa de música juvenil sem fins lucrativos. Juntamente com este anúncio, Dishwalla deixou discretamente ser conhecido através de posts no Facebook pessoais dos membros que os fãs há muito especularam: a substituição permanente de JR Richards pelo amigo de longa data e "Vocalista Convidado Especial", Justin Fox , da banda Tripdavon . Richards já lançou vários álbuns como artista solo.
Nos dois anos seguintes, em 2013 e 2014, a banda percorreu extensivamente os Estados Unidos e o mundo. [4] A banda dividiu o palco com muitos outros artistas notáveis como Eric Burdon , Soul Coletivo , Vertical Horizon , Tonic , Stroke 9 e Nine Days apenas em 2014. [5] Qualquer dúvida inicial [6] sobre a capacidade de Justin Fox de assumir o papel de homem de frente foi extinta pela manifestação de apoio de fãs em todo o mundo. [7]
2015 foi o 20º aniversário do lançamento do álbum Pet Your Friends, da Dishwalla, que lançou suas carreiras. [8] Para comemorar, a banda regravou uma edição do 20 º aniversário de seu hit " Counting Blue Cars " com o novo vocalista Justin Fox.
Em 2017 a banda lançou Juniper Road, depois de esperar tanto quanto os fãs por um novo disco de Dishwalla, as pessoas estariam mentindo se soubessem o que esperar. Claro, eles poderiam dizer que esperariam um álbum padrão de uma banda de rock alternativo mais velha, mas eles não poderiam estar mais errados porque a Juniper Road não é nada inspirada. Usando sua própria identidade, a Dishwalla fez a transição para 2017, tanto em som quanto em estilo. Em poucas palavras, essas músicas são nítidas e criativas, além de ser uma combinação de tudo que a Dishwalla já fez no passado. Quanto a Fox, sua voz é simplesmente espetacular, tecendo cada música com facilidade, soando como se ele pertencesse muito. Embora a espera tenha sido longa, valeu a pena porque a Dishwalla já entregou um de seus melhores álbuns até hoje.

## Membros
- Rodney Browning Cravens - guitarra, compositor (1993–presente)
- Scot Alexander - baixo, compositor (1993–2005, 2008–presente)
- George Pendergast - bateria / percussão, compositor (1993–1998, 2008–presente
- Jim Wood - teclados, compositor (1996–presente)
- Justin Fox - vocais, compositor (2008–presente)

Ex - integrantes
- Pete Maloney - bateria (1998–2007)
- J. R. Richards - vocais, compositor, guitarra, teclados, programação (1993–2008)